# Coleophora spinella
Coleophora spinella é uma espécie de mariposa do gênero Coleophora pertencente à família Coleophoridae.